# 2077
2077 (ММLXXVII) е обикновена година, започваща в петък според Григорианския календар. Тя е 2077-та година от новата ера, седемдесет и седмата от третото хилядолетие и осмата от 2070-те.